# Conidiocarpus penzigii
Conidiocarpus penzigii är en svampart som beskrevs av Woron. 1927. Conidiocarpus penzigii ingår i släktet Conidiocarpus, divisionen sporsäcksvampar och riket svampar.   Inga underarter finns listade i Catalogue of Life.